# حمادي بوصبيع
حمادي بوصبيع (1934-2022)، رئيس مدير عام شركة صنع المشروبات بتونس لاكثر من اربعين عاما ورئيس أسبق لجمعية النادي الإفريقي.

## التعليم والحياة العملية
زاول حمادي بوصبيع دراسته في كتّاب نهج بوخريص في مدينة تونس العتيقة ثم بالمعهد الصادقي حيث أتم تعليمه الثانوي قبل أن ينتقل لدراسة الحقوق بمعهد الدراسات العليا بتونس. شغل في الستينات خطة مدير البنك المركزي تحت إشراف مؤسسه الهادي نويرة ثم تولى منصب نائب المحافظ. غادر المؤسسة المركزية بعد رحيل نويرة من الوزارة الأولى عام 1980 وكلّف بإدارة شركة التبريد ومعمل الجعة بتونس. حافظ بوصبيع منئذ على ثقة المساهميين الفرنسيين الرئيسيين للمؤسسة واستفاد من احتكارها لسوق الجعة (عبر ماركة سلتيا) لجعلها الشركة المهيمنة على قطاع المشروبات وإحدى أكبر المجموعات الخاصة في البلاد. اقترن اسمه لدى الرأي العام بدرجة كبيرة بالشركة ومنتوجاتها رغم أنه لا يملك إلا حوالي 3% من أسهمها مقابل سيطرة مجموعة كاستيل الفرنسية على أكثر من ثلثي رأسمالها. شهدت الشركة أيضا في عهده توسعا نحو قطاعي المياه المعدنية والحليب عبر شراءها لأصول للشركة التونسية لصناعة الحليب المتعثرة ومصنع ماركة بلدي، وتأسيس شركة الاستثمار والتنمية الصناعية والسياحية التابعة لها والتي يترأس مجلس إدارتها.

## في النادي الإفريقي
ترأس حمادي بوصبيع النادي الإفريقي في موسم 1988-1989 ثم موسم 1993-1994. بقي بوصبيع بعد مغادرته الرئاسة مؤثرا على قرارت الجمعية ضمن مجموعة «كبارات النادي» مع حمودة بن عمّار وفريد عباس وشريف بلامين وسعيد ناجي، والتي كانت عرضة لانتقادات الأحباء بعد التدهور المتكرر لنتائج الفريق.